# 岡本健治 (神職)
岡本 健治（おかもと けんじ、1924年〈大正13年〉3月4日 - 1999年〈平成11年〉1月26日）は、日本の神職。熱田神宮名誉宮司、愛知県神社庁名誉庁長。熱田神宮禰宜、権宮司、宮司を歴任し、愛知県神社庁副庁長、同庁長、神社本庁副総長、同総長、日本会議副会長などを務めた。

## 生涯

### 熱田神宮への奉職
大正13年（1924年）3月4日、京都府舞鶴市にて、元外宮御師の家系であった岡本家の斎次郎・初枝夫妻の次男として生まれた。
昭和18年（1943年）9月、神宮皇學館附属専門部を卒業した。同年10月1日、熱田神宮雇となる。のち、宮掌を拝命するも解任、嘱託・宮掌を拝命するも昭和21年（1946年）の官国幣社職制廃止により解任、同年明階となり禰宜に任じられるが、翌昭和22年（1947年）に行われた神宮職制改革に伴い権禰宜に降任となるなど、戦時下・戦後の激動の時代にその職階も波瀾万丈であった。
昭和38年（1963年）、神職身分二級となった。昭和39年（1964年）、禰宜に再任された。昭和45年（1970年）に愛知県宗教教誨師会会長に選任、昭和47年（1972年）には神職身分二級上に昇格して愛知県神社庁参事を兼任した。
昭和50年（1975年）、権宮司に昇任。翌年には皇學館大学評議員、昭和56年（1981年）には財団法人式内社顕彰会理事に就任した。またこの間には県神社庁の支部長・理事・神社総代会常任理事などを歴任した。昭和57年（1982年）には浄階と神職身分一級に昇格して、県神社庁副庁長となる。さらに昭和58年（1983年）には神社本庁常務理事・参与を委嘱された。

### 宮司就任と本庁総長任命
昭和61年（1986年）2月、熱田神宮に就任した。同年には皇學館大学理事、日本宗教連盟参議に就任し、のちに神職身分特級に昇進した。また昭和63年（1988年）伊勢神宮式年遷宮奉賛会愛知県本部長を務め、世界連邦日本宗教委員会顧問も委嘱された。
平成元年（1989年）から、二期六年の間神社本庁副総長を務め、平成7年（1995年）に神社本庁総長に就任した。この年に発生した地下鉄サリン事件に関連して12月4日に行われた参議院第134回国会の「宗教法人等に関する特別委員会」にて参考人招致に応じた。総長在任中には、その諮問機関として「神社基本問題研究会」を設置している。またこの間、熱田宮司として、平成6年（1994年）に多度大社宮司であった小串和夫を呼んで権宮司としている。
平成10年（1998年）、体調を考慮して一期で総長を退任、同年神社本庁顧問・愛知県神社庁顧問となる。同年11月30日、熱田神宮宮司を退任した。
その後は熱田神宮名誉宮司、愛知県神社庁名誉庁長に就任し、また神社本庁長老となるも、退任直後に入院し、翌年（1999年）1月26日、帰幽した。墓所は伊勢市大世古墓地にある。
帰幽後の平成12年（2000年）、熱田神宮宮庁より、遺稿集『朝霧』が刊行された。

## 著作
- 『朝霧：岡本健治遺稿集』熱田神宮宮庁編、熱田神宮宮庁、2000年。